# To the Bone
To the Bone is een album van de Britse rockband The Kinks uit 1996 en bestaat voornamelijk uit live en heropgenomen opnamen van klassiekers, maar er staan ook twee nieuwe nummers op: het titelnummer To the Bone en Animal.

## Tracks
Cd 1:
1. "All Day and All of the Night"
2. "Apeman"
3. "Tired of Waiting for You"
4. "See My Friends"
5. "Death of a Clown"
6. "Muswell Hillbilly"
7. "Better Things"
8. "Don't Forget to Dance"
9. "Sunny Afternoon"
10. "Dedicated Follower of Fashion"
11. "Do It Again (Ray solo)"
12. "Do It Again (with band)"

Cd 2:
1. "Celluloid Heroes"
2. "Picture Book"
3. "The Village Green Preservation Society"
4. "Do You Remember Walter?"
5. "Set Me Free"
6. "Lola"
7. "Come Dancing"
8. "I'm Not Like Everybody Else"
9. "Till the End of the Day"
10. "Give the People What They Want"
11. "State of Confusion"
12. "Dead End Street"
13. "A Gallon of Gas"
14. "Days"
15. "You Really Got Me"
16. "Animal"
17. "To the Bone"

Mick Avory · Dave Davies · Ray Davies

John Dalton · Gordon Edwards · Ian Gibbons · John Gosling · Bob Henrit · Andy Pyle · Pete Quaife · Jim Rodford